# Course de Noël
La course de Noël (anciennement course Titzé de Noël) est une manifestation d'athlétisme et une fête populaire qui a lieu au mois de décembre à Sion, dans le canton du Valais, en Suisse. Créée en 1969 par l'horloger, bijoutier et opticien Otto Titzé, elle est la plus ancienne course à pied en ville de Suisse.

## Histoire
En 1969, le bijoutier Otto Titzé constate que la rue de Lausanne à Sion perd de son attractivité face à la place du Midi. Souhaitant redynamiser son quartier, il a l'idée de créer une course à pied en ville cette année-là. Il fait appel à Georges Hischier, président du club d'athlétisme Sion-Olympic, afin de concrétiser son projet.
Otto Titzé souhaite dans un premier temps organiser une course qui emmène les coureurs aux châteaux de Valère et de Tourbillon. Le parcours est jugé trop difficile et un tracé dans les rues de Sion voit le jour. La première édition a lieu le 20 décembre 1969 et 68 coureurs prennent le départ. C'est la première course à pied en ville en Suisse,. La course est ensuite reconduite au deuxième samedi de décembre pour ne pas perturber les animations de Noël. En 1971, la course s'ouvre aux femmes avec seulement cinq concurrentes au départ,. Par la suite, des coureuses réputées, telles que Marijke Moser ou Cornelia Bürki y prennent part,.
Les hommes ne courent que 5 tours lors de la première édition. À partir de l'année suivante, ils parcourent 7 tours. Les femmes ne sont admises qu'à partir de 1971. Elles effectuent d'abord 2 tours, puis 3 tours à partir de 1977, 4 tours à partir de 1981 et enfin 5 tours depuis 1992. Entre 1987 et 1991, le parcours féminin est légèrement augmenté à 4.2 kilomètres.
En 1980 uniquement, le parcours est rallongé à 8,4 kilomètres pour les hommes et 3,6 kilomètres pour les femmes en raison de travaux sur la place de la Planta.
La 48e édition a lieu le 10 décembre 2016 et comptabilise 4 218 arrivants, ce qui constitue un nouveau record de participation.
En 2018, pour célébrer la 50e édition, une nouvelle course est créée, le trail des châteaux, qui parcourt les nombreux châteaux de la région et arrive à Sion après avoir parcouru une boucle de 29,6 kilomètres.
L'édition 2020 de la course Titzé est annulée en raison de la pandémie de Covid-19. Le trail des châteaux a par contre lieu.
En 2021, le partenariat historique avec l'horloger Titzé prend fin. Perdant son sponsor-titre, l'épreuve est renommée plus simplement « Course de Noël ». Supportant déjà de nombreuses épreuves de course à pied en Suisse, la société de grande distribution Migros devient le sponsor principal de l'épreuve.

## Parcours
Le départ est donné sur la rue de Lausanne à proximité de la place de la Planta qui est traversée par le parcours. Ce dernier poursuit à travers la rue de Conthey et effectue ensuite un boucle sur la rue du Grand-Pont avant de rejoindre la rue de Lausanne. Le parcours effectue ensuite un détour autour de la place des Remparts avant de terminer la boucle. Cette dernière mesure 1 km et est parcourue cinq fois par les femmes élites et sept fois par les hommes élites.

## Vainqueurs
Les hommes courent 7 tours depuis 1970. Les femmes courent 5 tours depuis 1992. Un tour équivaut à un kilomètre.

### 1969
| Année | Hommes (5 tours)     | Temps         |
| ----- | -------------------- | ------------- |
| 1969  | Jean-Pierre Spengler | 15 min 14 s 8 |

### 1970
| Année | Hommes (7 tours) | Temps       |
| ----- | ---------------- | ----------- |
| 1970  | Fritz Schneider  | 21 min 32 s |

### 1971-1976
| Année | Hommes (7 tours)   | Temps         | Femmes (2 tours)      | Temps        |
| ----- | ------------------ | ------------- | --------------------- | ------------ |
| 1971  | Raymond Corbaz     | 20 min 59 s 7 | Catherine Dessemontet | 7 min 38 s 1 |
| 1972  | Jean-Pierre Berset | 21 min 11 s 5 | Ruth Messmer          | 7 min 04 s 9 |
| 1973  | Jean-Pierre Berset | 20 min 53 s   | Marijke Moser         | 6 min 33 s   |
| 1974  | Jean-Pierre Berset | 20 min 47 s   | Elisabeth Liebi       | 7 min 00 s   |
| 1975  | Albrecht Moser     | 20 min 46 s   | Elisabeth Liebi       | 6 min 41 s   |
| 1976  | Albrecht Moser     | 20 min 47 s   | Claudine Bach         | 7 min 12 s   |

### 1977-1980
| Année | Hommes (7 tours) | Temps         | Femmes (3 tours)      | Temps         |
| ----- | ---------------- | ------------- | --------------------- | ------------- |
| 1977  | Pierre Délèze    | 20 min 29 s 3 | Christine Glatzfelder | 10 min 39 s 2 |
| 1978  | Pierre Délèze    | 20 min 24 s 2 | Cornelia Bürki        | 10 min 11 s 3 |
| 1979  | Tony Simmons     | 20 min 28 s   | Elise Wattendorf      | 10 min 13 s   |
| 1980  | Pierre Délèze    | 24 min 28 s 5 | Valerie Rowe          | 12 min 07 s   |

### 1981-1991
| Année | Hommes (7 tours) | Temps          | Femmes (4 tours)   | Temps          |
| ----- | ---------------- | -------------- | ------------------ | -------------- |
| 1981  | Pierre Délèze    | 19 min 54 s 3  | Elise Wattendorf   | 13 min 14 s 8  |
| 1982  | Markus Ryffel    | 19 min 18 s 8  | Sheila Currie      | 13 min 15 s 5  |
| 1983  | Pierre Délèze    | 21 min 33 s    | Sandra Gasser      | 13 min 35 s    |
| 1984  | Pierre Délèze    | 20 min 07 s    | Daria Nauer        | 13 min 52 s    |
| 1985  | Toni Leonard     | 20 min 55 s 54 | Martine Oppliger   | 14 min 03 s 04 |
| 1986  | Pierre Délèze    | 20 min 39 s    | Sandra Gasser      | 13 min 55 s    |
| 1987  | Markus Ryffel    | 20 min 41 s 2  | Isabella Moretti   | 14 min 34 s    |
| 1988  | Peter Wirz       | 20 min 47 s 38 | Jeanne-Marie Pipoz | 14 min 08 s 98 |
| 1989  | Peter Wirz       | 20 min 43 s 62 | Jeanne-Marie Pipoz | 13 min 40 s 18 |
| 1990  | Pierre Délèze    | 20 min 32 s 49 | Sandra Gasser      | 13 min 38 s 87 |
| 1991  | Pierre Délèze    | 20 min 16 s 55 | Daria Nauer        | 14 min 06 s 88 |

### Depuis 1992
| Année | Hommes (7 tours)                                              | Temps                                                         | Femmes (5 tours)                                              | Temps                                                         |
| ----- | ------------------------------------------------------------- | ------------------------------------------------------------- | ------------------------------------------------------------- | ------------------------------------------------------------- |
| 1992  | Pierre Délèze                                                 | 21 min 02 s 24                                                | Daria Nauer                                                   | 17 min 04 s 50                                                |
| 1993  | Charles Omwoyo                                                | 20 min 44 s                                                   | Daria Nauer                                                   | 17 min 03 s                                                   |
| 1994  | Smaïl Sghyr                                                   | 20 m 40 s 34                                                  | Franziska Moser                                               | 19 min 07 s 59                                                |
| 1995  | Smaïl Sghyr                                                   | 32 min 50 s                                                   | Nives Curti                                                   | 20 min 40 s                                                   |
| 1996  | Geoffrey Tanui                                                | 21 min 21 s                                                   | Anita Weyermann                                               | 16 min 54 s                                                   |
| 1997  | Samy Kipruto                                                  | 21 min 05 s 28                                                | Anita Weyermann                                               | 17 min 10 s 35                                                |
| 1998  | Andrew Masai                                                  | 21 min 15 s 5                                                 | Anita Weyermann                                               | 17 min 05 s 0                                                 |
| 1999  | Serguei Gorintsev                                             | 21 min 55 s 5                                                 | Klara Kachapova                                               | 17 min 39 s 1                                                 |
| 2000  | Mike Tanui                                                    | 20 min 52 s 8                                                 | Chantal Dällenbach                                            | 16 min 56 s 2                                                 |
| 2001  | Robert Kipkoech Cheruiyot                                     | 21 min 13 s 0                                                 | Anita Weyermann                                               | 17 min 48 s 9                                                 |
| 2002  | Tesfaye Eticha                                                | 21 min 23 s 2                                                 | Kipchumba Teresia                                             | 17 min 1 s 4                                                  |
| 2003  | Dema Weyessa                                                  | 21 min 6 s 6                                                  | Mirja Jenni                                                   | 17 min 21 s 8                                                 |
| 2004  | Tesfaye Eticha                                                | 21 min 40 s 6                                                 | Zenebech Tola                                                 | 16 min 29 s 3                                                 |
| 2005  | Tolossa Chengere                                              | 21 min 30 s 4                                                 | Maryam Yusuf Jamal                                            | 18 min 1 s 2                                                  |
| 2006  | Günther Weidlinger                                            | 20 min 33 s 3                                                 | Caroline Chepkwony                                            | 17 min 6 s 6                                                  |
| 2007  | Tolossa Chengere                                              | 19 min 49 s 0                                                 | Maryam Yusuf Jamal                                            | 15 min 55 s 4                                                 |
| 2008  | Tolossa Chengere                                              | 19 min 52 s 0                                                 | Tsige Worku                                                   | 15 min 34 s 3                                                 |
| 2009  | Tolossa Chengere                                              | 20 min 3 s 1                                                  | Ejegayehu Dibaba                                              | 16 min 8 s 9                                                  |
| 2010  | Paul Kipkorir                                                 | 19 min 47 s 4                                                 | Ejegayehu Dibaba                                              | 15 min 54 s 6                                                 |
| 2011  | Titus Mbishei                                                 | 19 min 25 s 0                                                 | Caroline Chepkwony                                            | 15 min 51 s 2                                                 |
| 2012  | Tadesse Abraham                                               | 20 min 3 s 9                                                  | Caroline Chepkwony                                            | 16 min 28 s 0                                                 |
| 2013  | Patrick Ereng                                                 | 20 min 6 s 8                                                  | Jane Muia                                                     | 16 min 18 s 4                                                 |
| 2014  | Abraham Kipyatich                                             | 19 min 37 s 2                                                 | Cynthia Kosgei                                                | 16 min 19 s 0                                                 |
| 2015  | Tadesse Abraham                                               | 19 min 41 s 8                                                 | Helen Tola                                                    | 16 min 2 s 4                                                  |
| 2016  | Tadesse Abraham                                               | 19 min 49 s 7                                                 | Helen Tola                                                    | 16 min 0 s 9                                                  |
| 2017  | Yoann Kowal                                                   | 19 min 34 s 4                                                 | Cynthia Kosgei                                                | 16 min 19 s 1                                                 |
| 2018  | Rinas Akhmadeev                                               | 19 min 32 s 1                                                 | Helen Tola                                                    | 15 min 29 s 5                                                 |
| 2019  | Julien Wanders                                                | 19 min 25 s 9                                                 | Helen Tola                                                    | 15 min 29 s 6                                                 |
| 2020  | Course annulée en raison de la pandémie de Covid-19 en Suisse | Course annulée en raison de la pandémie de Covid-19 en Suisse | Course annulée en raison de la pandémie de Covid-19 en Suisse | Course annulée en raison de la pandémie de Covid-19 en Suisse |
| 2021  | Boniface Kibiwott                                             | 19 min 23 s 9                                                 | Feliciana Jepkosgei                                           | 15 min 25 s 6                                                 |
| 2022  | Dominic Lokinyomo Lobalu                                      | 19 min 16 s 0                                                 | Baze Kasanesh Ayenew                                          | 15 min 14 s 0                                                 |
| 2023  | Dominic Lokinyomo Lobalu                                      | 19 min 33 s 6                                                 | Helen Bekele                                                  | 15 min 27 s 8                                                 |
| 2024  | Dominic Lokinyomo Lobalu                                      | 19 min 20 s 3                                                 | Helen Bekele                                                  | 15 min 19 s 8                                                 |

 Record de l'épreuve